# جون جاكوبس (دراج)
جون جاكوبس هو دراج سويسري، ولد في 1 مارس 1997 في زيورخ في سويسرا.

## وصلات خارجية
- يوحنا جاكوبس على موقع الاتحاد الدولي للدراجات (الإنجليزية)
- يوحنا جاكوبس على موقع أرشيف الدراجات (الإنجليزية)
- يوحنا جاكوبس على موقع إحصائيات الدراجات الإحترافية (الإنجليزية)
- يوحنا جاكوبس على موقع نسبة الدراجات (الإنجليزية)
- يوحنا جاكوبس على موقع CycleBase (الإنجليزية)